# Dryopteris sinofibrillosa
Dryopteris sinofibrillosa là một loài thực vật có mạch trong họ Dryopteridaceae. Loài này được Ching miêu tả khoa học đầu tiên năm 1940.